# Angry Birds 2 - O Filme
The Angry Birds Movie 2 (bra/prt: Angry Birds 2 - O Filme) é um filme de animação digital do gênero comédia americano baseado na série de videogames Angry Birds da Rovio Entertainment, produzido pela Columbia Pictures, Rovio Animation e Sony Pictures Animation, e distribuído pela Sony Pictures Releasing. A sequela de Angry Birds: O Filme (2016), o filme é dirigido por Thurop Van Orman e John Rice a partir de um roteiro de Peter Ackerman, e estrelado por as vozes de Jason Sudeikis, Josh Gad, Danny McBride, Bill Hader e Peter Dinklage nos papéis do primeiro filme. Juntando-se ao elenco de voz estão Leslie Jones, Rachel Bloom, Nicki Minaj, Awkwafina, Sterling K. Brown e Eugenio Derbez. O filme foi lançado em 14 de agosto de 2019.
É o longa baseado em videogame mais bem recebido pela crítica. Detém 73% de aprovação da crítica, de acordo com o agregador Rotten Tomatoes.

## Enredo
O Rei Barba de Barro, o governante dos maus porcos, trinhou a sua terra de refrigerantes, e que arrasaram a sua terra, em uma batalha, que, levando a uma guerra roxa, ameaçando - os, ameaçando - os, e os seus próprios planos para transformar em uma nova era do gelo, depois de ser alimentada com a vida de um pouco de vida criocinética, depois de ser alimentada com a vida em uma remota, ilha ártica. Para evitar um destino congelado, os pássaros e os porcos talvez tenham que fazer a escolha impossível forjar uma aliança inquietinha contra Zeta e embarcar em uma nova aventura.

## Elenco
- Jason Sudeikis como Red
- Josh Gad como Chuck
- Danny McBride como Bomba
- Maya Rudolph como Matilda
- Nolan North como Terêncio. Ele teve a voz feita por Sean Penn no primeiro filme.
- Leslie Jones como Zeta
- Bill Hader como Leonardo/Rei Barba de Barro
- Rachel Bloom como Silver[7]
- Awkwafina como Courtney
- Sterling K. Brown como Garry Porco[7]
- Eugenio Derbez como Glenn
- Peter Dinklage como Mega Águia
- Lil Rel Howery como Alex
- Zach Woods como Carl Águia[7]
- Pete Davidson como Jerry Águia[7]
- Beck Bennett como Brad Eagleburger e Hank
- Dove Cameron como Ella[7]
- Nicki Minaj como Pinky
- Brooklynn Prince como Zoe[8]
- JoJo Siwa como Jay
- Anthony Pandilla como Hal
- Tiffany Haddish como Debbie[9]
- Colleen Ballinger como Roxanne[10]
- David Dobrik como Axel[10]
- Faith Urban como Beatrice
- Sunday Urban como Lily
- Alma Varsano como Sam-Sam(Samantha). ela teve a voz feita por Samantha Cohen no primeiro filme.
- Gaten Matarazzo como Bubba[11]

## Produção
Uma sequência de Angry Birds: O Filme foi anunciada em agosto de 2016. Ela será dirigida pelo criador do filme The Marvelous Misadventures of Flapjack, Thurop Van Orman, co-dirigido por John Rice, e escrito por Peter Ackerman.  John Cohen retornará do filme Angry Birds para atuar como produtor, com animação novamente manipulada pela Sony Pictures Imageworks. O estúdio irmão da Imageworks, Sony Pictures Animation, lançará o filme sob sua bandeira, apesar de ter desistido de co-produzir o projeto antes e não co-produzido o primeiro filme também.
No verão de 2017, o designer de produção Pete Oswald afirmou que a sequência seria mais um filme de aventura que introduz novos personagens e locais no mundo estabelecido em Angry Birds: O Filme. Enquanto ele não estava em condições de oferecer mais detalhes sobre o enredo e os personagens, que permaneceram altamente desconhecidos até os meses que antecederam o lançamento do filme, ele expressou a esperança de que seria um filme melhor que o primeiro.
Em abril de 2018, a maioria do elenco de voz foi anunciado. Sudeikis, Gad, McBride, Rudolph, Hader e Dinklage irão reprisar seus papéis no primeiro filme. Jones vai dar voz a um novo vilão feminino, revelado como sendo Zeta no teaser trailer. Em dezembro de 2018, Nicki Minaj se juntou ao elenco do filme.
Quando o primeiro trailer completo do filme foi lançado em 27 de março de 2019, mais detalhes sobre os personagens da sequela e seus papéis de voz foram revelados.  Entre vários novos personagens confirmados para aparecer no filme estava Silver, um pássaro introduzido pela primeira vez no jogo Angry Birds 2. Em junho, People revelou a identidade do pássaro branco que viveu com Zeta no teaser trailer, como Debbie, dublada por Tiffany Haddish, um dos vários dubladores que não foram listados no elenco inicial.

## Mercadologia e lançamento
Muito pouca informação sobre o enredo do filme e os personagens foram revelados até que a Sony finalmente lançou um teaser trailer e pôster para ele em 21 de fevereiro de 2019, com o primeiro usando a música Ice Ice Baby do rapper Vanilla Ice para introduzir o tema ártico do a premissa da sequela.[carece de fontes?] Um mês depois, o primeiro trailer completo do filme foi lançado em duas versões, ambas oferecendo conteúdo diferente.
O filme foi lançado nos cinemas na América do Norte em 14 de agosto de 2019, para marcar o 10º aniversário do lançamento do jogo original Angry Birds. O filme foi originalmente programado para ser lançado em 20 de setembro de 2019, mas foi adiado duas vezes para 6 de setembro de 2019 e 16 de agosto de 2019. No Brasil, foi lançado no dia 3 de outubro.